# Малокрасноярский район
Малокрасноярский район — административно-территориальная единица Сибирского края, Западно-Сибирского края РСФСР СССР, существовавшая в 1925—1931 годах.
Районный центр — село Малокрасноярка.

## История
Район был образован Постановлением ВЦИК от 25 мая 1925 года из Мало-Красноярской укрупнённой волости Татарского уезда Омской губернии. Район вошёл в состав Барабинского округа Сибирского края.
В 1925 году из Карбызинского сельского совета выделен Михайловский. Из Успенского сельского совета выделен Кулябинский. Из Колобовского сельского совета выделен Курганский. Из Большекрасноярского сельского совета выделен Низовский. Из Малокрасноярского сельского совета выделен Юдинский.
В 1926 году в районе насчитывалось 3626 хозяйств, 19 сельских советов, 89 населённых пунктов.
В 1927 году из Меньшиковского района передана деревня Добровольская.
В 1931 году район был ликвидирован:
- 10 сельских советов отошло в Муромцевский район (Большекрасноярский, Карбызинский, Колобовский, Кольцовский, Кулябинский, Курганский, Михайловский, Низовский, Успенский, Юдинский);
- 9 сельских советов в Кыштовский район (Алексеевский, Большереченский, Бакейский, Воскресенский, Заливинский, Малокрасноярский, Малоскирлинский, Сергиевский, Толстовский).[3]

## Административно-территориальное деление
- Алексеевский сельский совет (село Алексеевка)
- Бакейский сельский совет (село Бакейка)
- Большекрасноярский сельский совет (село Большекрасноярка)
- Большереченский сельский совет (деревня Большеречье)
- Воскресенский сельский совет (село Воскресенка)
- Заливинский сельский совет (село Заливино)
- Карбызинский сельский совел (село Карбыза)
- Колобовский сельский совет (село Колобово)
- Кольцовский сельский совет (село Кольцовка)
- Кулябинский сельский совет (село Ержаковка)
- Курганский сельский совет (село Курганка)
- Малокрасноярский сельский совет (село Малокрасноярка)
- Малоскирлинский сельский совет (село Малая Скирла)
- Михайловский сельский совет (село Михайловка)
- Низовский сельский совет (село Низовое)
- Сергиевский сельский совет (село Сергиевка)
- Толстовский сельский совет (село Толстовка)
- Успенский сельский совет (село Успенка)
- Юдинский сельский совет (село Юдинка)

## Население
По переписи населения 1926 года в районе проживало 19357 человек в сельской местности (9230 м — 10127 ж). Крупные национальности: русские, украинцы, латыши, эстонцы, чуваши, мишари, барабинцы.
Крупнейшие населённые пункты:
- деревня Больше-Речье — 1565 чел.;
- деревня Карбыза — 1424 чел.;
- село Мало-Красноярское — 1190 чел.;
- деревня Больше-Красноярка — 1109 чел.;
- деревня Мало-Скирла — 1068 чел.;
- деревня Михайловка — 974 чел.;
- село Низовское — 954 чел.;
- деревня Юдинка — 788 чел.;
- село Сергиевка — 707 чел.;
- деревня Бакейка — 688 чел.